# Agostino Cossia
Agostino Cossia (ur. 21 grudnia 1930 w Neapolu, zm. 14 września 2016 tamże) – włoski bokser, olimpijczyk.

## Kariera w boksie amatorskim
Wystąpił w wadze piórkowej (do 57 kg) na igrzyskach olimpijskich w 1956 w Melbourne, gdzie przegrał pierwszą walkę z późniejszym złotym medalistą Władimirem Safronowem ze Związku Radzieckiego i odpadł z turnieju.
Był mistrzem Włoch w wadze piórkowej w 1955 i 1956.

## Kariera w boksie zawodowym
Przeszedł na zawodowstwo w 1957. Stoczył 11 walk, z których wygrał 9 (3 przed czasem), przegrał 1 i zremisował 1. Nie walczył o żaden istotny tytuł. Zakończył karierę po niecałym roku w lutym 1958.